# Taos Society of Artists

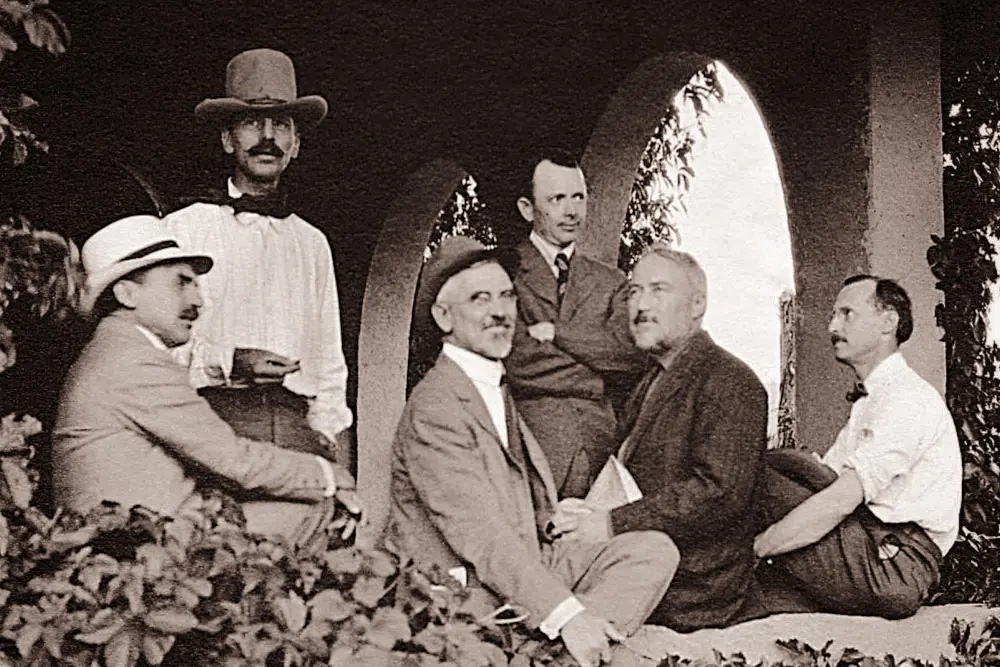
Gründungsmitglieder der Taos Society of Artists (von links nach rechts): B.G. Phillips, W.H. Dunton, J.H. Sharp, O.E. Berninghaus, E.I. Couse und E.L. Blumenschein, 1915

Die Taos Society of Artists war eine Künstlervereinigung, die 1915 in Taos, New Mexico, gegründet wurde und bis 1927 bestand. Sie trug maßgeblich dazu bei, dass sich die kleine Künstlerkolonie Taos zu einem internationalen Kunstzentrum entwickelte.  

## Geschichte

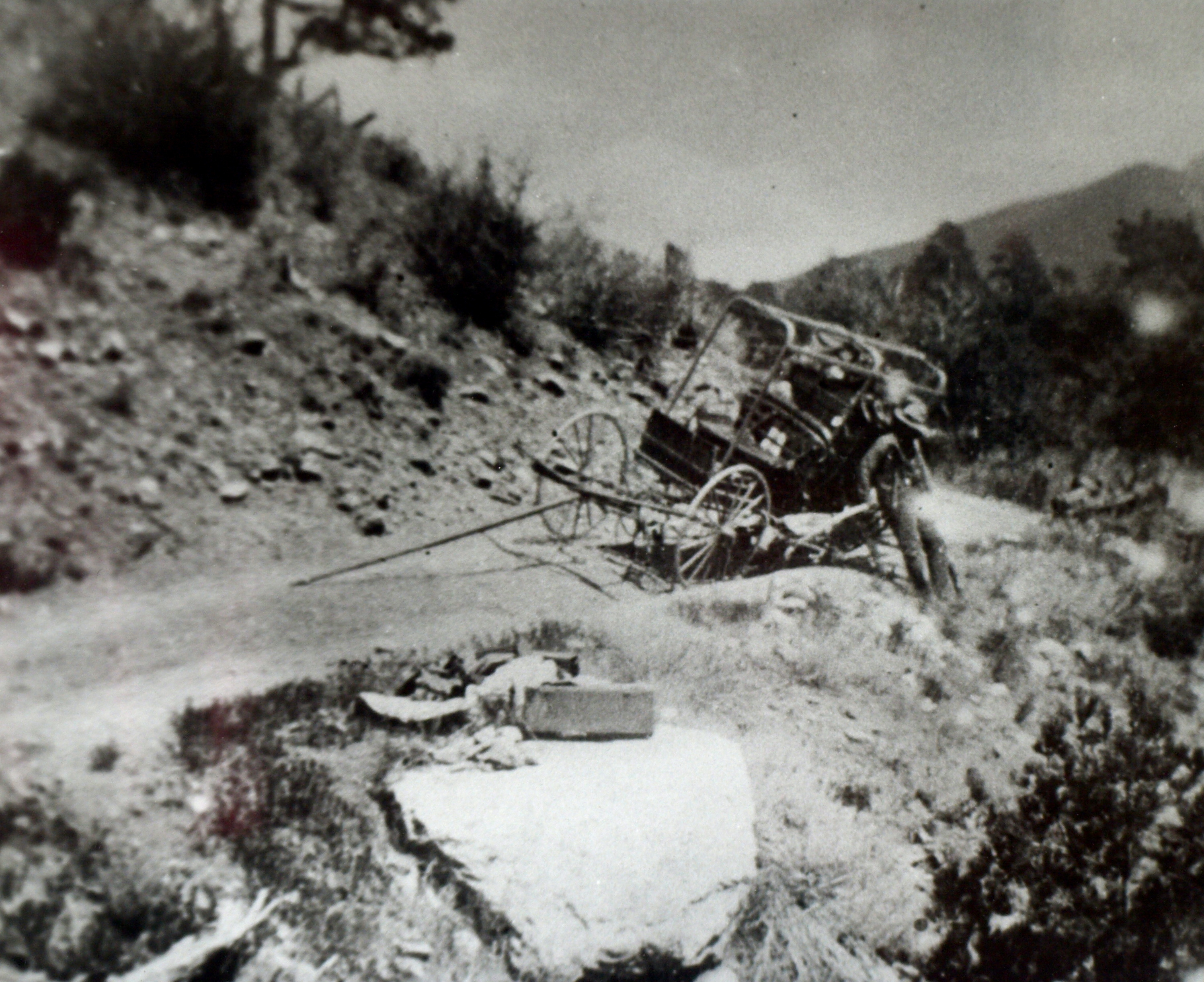
Der Unfall, der die Taos Art Colony ins Leben rief. Foto des Wagens mit einem gebrochenen Rad in der Nähe von Taos, NM. Ausgehend von einem anderen Foto desselben Wagens mit Blumenschein (der einen anderen Hut trug), ist der Mann auf diesem Foto höchstwahrscheinlich Bert Phillips; dieses Foto wurde also wahrscheinlich von Blumenschein aufgenommen.

Der Künstler Joseph Henry Sharp besuchte Taos zum ersten Mal 1883 auf einer Studienreise und war von der Atmosphäre fasziniert.  Später, während seines Studiums in Paris, teilte er seine Begeisterung mit zwei befreundeten Künstlern, Bert Geer Phillips und Ernest Leonard Blumenschein. Aufgrund eines Radbruchs am 3. September 1898 blieben die beiden Künstler in der Gegend von Taos, anstatt ihre geplante Reise nach Mexiko zu beenden. Zurück in Paris traf Blumenschein Eanger Irving Couse und erzählte ihm von einer mystischen Bergregion. Couse war so fasziniert, dass er Taos ebenfalls erkunden wollte. Oscar E. Berninghaus schloss sich den Taos-Künstlern an, und mit Herbert Dunton, einem Maler von Cowboys und Ranchleben, zählte die Gründungsgruppe sechs Mitglieder. Am 1. Juli 1915 fand das erste Treffen der Taos Society of Artists statt. Ziel der Vereinigung war es, die Ausstellung und den Verkauf ihrer Werke zu fördern. Die erste Ausstellung der Gruppe fand im Gouverneurspalast in Santa Fe statt. Ab 1917 organisierten sie Wanderausstellungen in den gesamten Vereinigten Staaten. Obwohl ihre Werke anfangs als unrealistisch und übertrieben kritisiert wurden, trugen sie wesentlich zur Etablierung von Taos als Kunstzentrum bei.
Die Gruppe lernt Walter Ufer und Victor Higgins kennen, die im Juli 1917 zu aktiven Mitgliedern gewählt werden. Julius Rolshoven wird 1917 außerordentliches und 1918 aktives Mitglied. Ernest Martin Hennings wird 1924 aktives Mitglied. Die einzige Frau in der Gruppe, Catherine C. Critcher, wurde ebenfalls 1924 aktives Mitglied. Kenneth Adams, das letzte und jüngste Mitglied der Gruppe, wurde 1926 aktives Mitglied, nur ein Jahr bevor die Gruppe aufgelöst wurde.

## Werke
Die Mitglieder der Taos Society of Artists kombinierten akademische Techniken mit einheimischen Themen und schufen so eine einzigartige amerikanische Malweise. Obwohl jeder Künstler seinen eigenen Stil hatte, teilten sie eine lebendige Farbpalette und die Inspiration durch ihre Umgebung. Ihre Werke zeichneten sich durch Darstellungen von Ureinwohnern in traditioneller Kleidung, Hispanics, Anglo-Amerikanern und Landschaften der Region aus. Heute werden diese Künstler für ihren Beitrag zur Kunstentwicklung anerkannt, und ihre Werke sind in vielen Museen zu sehen.

### Mitglieder
Die Gründungsmitglieder der Taos Society of Artists waren
- Joseph Henry Sharp (1859–1953), Maler
- Eanger Irving Couse (1866–1936), Maler
- Oscar E. Berninghaus (1874–1952), Maler
- William Herbert Dunton
- Ernest Leonard Blumenschein (1874–1960), Landschaftsmaler und Illustrator
- Bert Geer Phillips (1868–1956), Maler

Spätere Mitglieder waren
- Julius Rolshoven (1858–1930), Porträt-, Genre- und Landschaftsmaler.
- E. Martin Hennings
- Catharine  Carter Critcher
- Kenneth Adams
- Walter Ufer (1876–1936), Maler
- Victor Higgins